# گلابی برفی
گلابی برفی (نام علمی: Pyrus nivalis) نام یک گونه از سرده گلابی است.